# Gerhard Plankensteiner
Gerhard Plankensteiner (8. dubna 1971, Sterzing-Vipiteno) je italský sáňkař. K jeho největším úspěchům patří bronzová medaile ze závodu dvojic na zimních olympijských hrách v Turíně, kterou vybojoval společně s Oswaldem Haselriederem. Kromě toho je držitelem zlaté medaile z mistrovství světa v soutěži družstev z roku 1989, stříbrné z mistrovství Evropy v soutěži dvojic z roku 1996 a několika bronzových medailí jak z MS tak z ME.